# قائمة المساجد في ولاية عنابة
تحتوي عنابة على العديد من المساجد نذكر منها :
- مسجد العزيز
- مسجد أبي هريرة
- مسجد بدر
- مسجد أحد
- مسجد النور
- مسجد السلام
- مسجد أبو مروان
- مسجد صالح باي
- مسجد الفردوس
- مسجد الفرقان
- مسجد الزبير بن العوام
- مسجد النصر
- مسجد ابي ذر الغفاري
- مسجد قباء
- مسجد الامام مالك
- مسجد الرحمة